# نادي لوس أنجلوس
نادي لوس أنجلوس لكرة القدم (بالإنجليزية: Los Angeles Football Club)‏ هو نادي كرة قدم أمريكي محترف ومقره في لوس أنجلوس ، كاليفورنيا والذي يتنافس في الدوري الأمريكي لكرة القدم (MLS) كعضو في المؤتمر الغربي. يلعب النادي مبارياته المنزلية في ملعب بانك أوف كاليفورنيا ستاديوم إكسبوشن بارك. يشترك الفريق في سوق منطقة لوس أنجلوس مع لوس أنجلوس غالاكسي ، ويتنافس الناديان في منافسة يطلق عليها اسم الترفيكو.